# Silviu Curticeanu
Silviu Curticeanu (n. 1933) este un jurist, memorialist și om politic comunist român.

## Biografie
A fost membru de partid din 1959. A fost membru supleant al CC al PCR (28 nov. 1974-23 nov. 1979); membru al CC al PCR (23 nov. 1979-22 dec. 1989); membru supleant al Comitetului Politic Executiv a CC al PCR (24 nov.-22 dec. 1989); membru al Secretariatului CC al PCR (22 mart.-22 dec. 1989).
A absolvit Facultatea de Drept, Universitatea din Cluj (1953-1957); doctorat în științe juridice la Universitatea din Cluj (1967). Profesia de bază: jurist. 

## Activitate și funcții

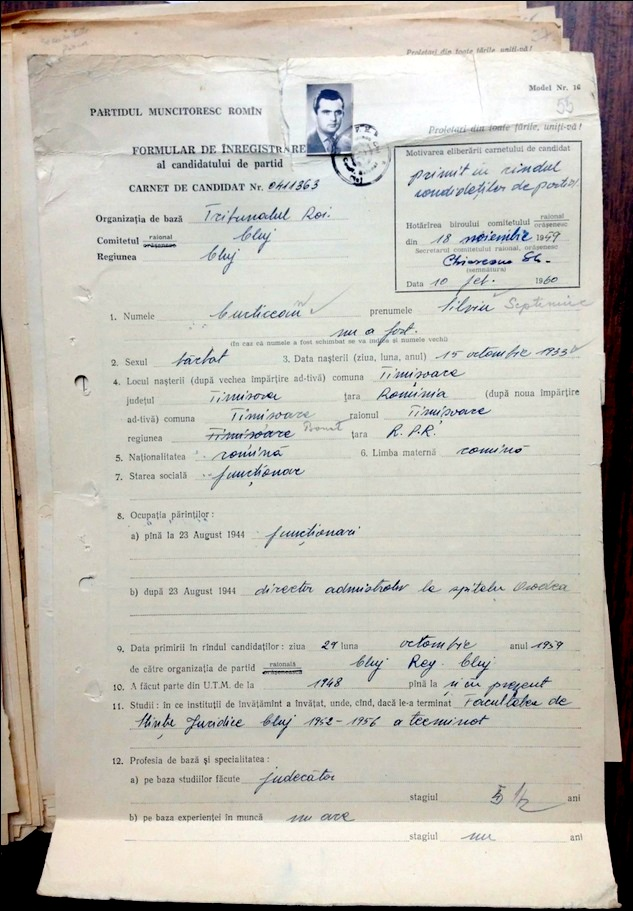
Formular de înscriere în PCR

Judecător la Tribunalul Popular Raional Cluj (1957- 1965); șef al Direcției Județene pentru Cauze Civile a Procuraturii Generale (1965-14 feb. 1972); membru al Comitetului Executiv al Consiliului General al Asociației Juriștilor (din 1966); șef de sector la Secția pentru Probleme Militare și de Justiție a CC al PCR (14 febr. 1972-23 iul. 1975); secretar al președintelui RSR (iul. 1975-3 nov. 1982); membru (23 iul. 1975-22 dec. 1989) și secretar (23 iul. 1975-3 nov. 1982) al Consiliului de Stat; secretar al Biroului executiv al Consiliului Național al Oamenilor Muncii din industrie, construcții, transporturi, circulația mărfurilor și finanțe (în 1982); șef al Secției Cancelarie a CC al PCR (3 nov. 1982-22 dec. 1989); secretar al Comisiei centrale pentru organizarea proceselor de producție și valorificarea superioară a materiilor prime și materialelor (în 1988). 
Deputat în MAN, ales în circumscripția electorală nr. 5 Pogoanele, jud. Buzău și în circumscripția electorală  nr. 4 Dragalina, jud. Călărași, în perioada 1980-1989. 
Conform decretului nr. 95 din 7 mai 1981, Silviu Curticeanu a fost decorat cu ordinul Tudor Vladimirescu clasa a II-a.  

## Distincții
- Ordinul Muncii clasa a III-a (25 decembrie 1967) „pentru merite deosebite în opera de construire a socialismului, cu prilejul celei de-a XX-a aniversări a proclamării Republicii”[2]
- Ordinul „Tudor Vladimirescu” clasa a II-a (7 mai 1981) „pentru rezultatele obținute în îndeplinirea cincinalului 1976–1980, pentru contribuția deosebită adusă la înfăptuirea politicii Partidului Comunist Român de făurire a societății socialiste multilateral dezvoltate în patria noastră, cu prilejul aniversării a 60 de ani de la făurirea Partidului Comunist Român”[3]
- Ordinul Muncii clasa I (20 august 1984) „pentru contribuția deosebită adusă la înfăptuirea politicii Partidului Comunist Român de făurire a societății socialiste multilateral dezvoltate în patria noastră, cu prilejul celei de-a 40-a aniversări a revoluției de eliberare socială și națională, antifascistă și antiimperialistă”[4]
- Medalia comemorativă „A 40-a aniversare a revoluției de eliberare socială și națională, antifascistă și antiimperialistă” (20 august 1984) „pentru contribuția deosebită adusă la înfăptuirea politicii Partidului Comunist Român de făurire a societății socialiste multilateral dezvoltate în patria noastră, cu prilejul celei de-a 40-a aniversări a revoluției de eliberare socială și națională, antifascistă și antiimperialistă”[5]

## Cărți publicate
- Meditații necenzurate, editura Historia, 2007, ISBN: 973-1781-15-0
- Mărturia unei istorii trăite, editura Historia, 2008, ISBN: 973-1781-34-1